# Инаугурация Дилмы Русеф
Инаугурация Дилмы Ваны Русеф в качестве 36-го Президента Федеративной Республики Бразилии состоялась 1 января 2011 года, которая ознаменовала начало первого срока Дилмы Русеф на посту президента Бразилии и Мишеля Темера на посту вице-президента Бразилии.
Дилма Русеф стала первой женщиной в истории Бразилии, занявшей пост президента. Это была также первая церемония инаугурации со времён Новой Республики, на которой уходящий президент передал свой пост преемнику, принадлежащему к той же политической партии, что и он. В данном случае это была Партия трудящихся.

## Обзор

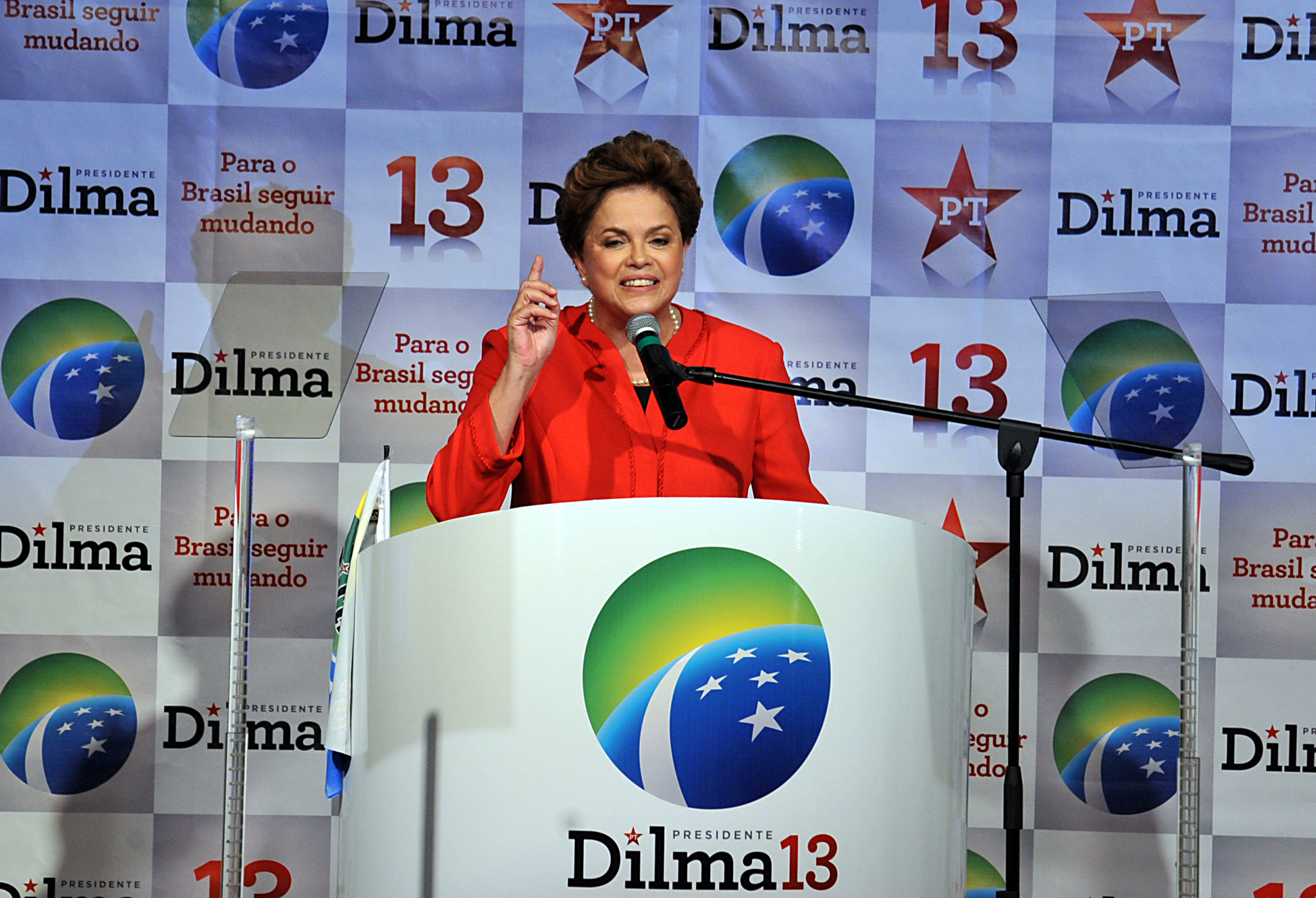
Дилма Руссефф проводит кампанию под символом преемственности на Национальном съезде Партии трудящихся

Инаугурация ознаменовала собой формальную кульминацию перехода Дилмы Русеф на пост президента, который начался, когда она победила на президентских выборах в Бразилии 31 октября 2010 года и стала избранным президентом. Результаты были подтверждены Высшим избирательным судом 17 декабря 2010 года.
Руссефф, которая проводила кампанию под лозунгом «За то, чтобы Бразилия продолжала меняться» (порт. Para o Brasil Seguir Mudando), была широко известна как первая женщина-президент Бразилии и символ преемственности популярного предшественника Луисом Инасиу Лула да Силва. По данным института опросов Sensus, Лула да Силва мог быть самым популярным главой государства в мире. Его уровень одобрения в конце срока составлял 87 %, а уровень популярности превзошёл популярность Мишель Бачелет (84 %), Нельсона Манделы (82 %) и Табаре Васкеса (80 %) в их родных странах. По словам Дэвида Роткопфа, она унаследовала «страну с очень высокими ожиданиями», поскольку Лула да Силва «наблюдал за экономическим бумом, крупными социальными реформами и подъёмом положения Бразилии в высшие ряды стран мира».

## Подготовка
В первую очередь инаугурация была запланирована в первую очередь группой, состоящей из членов президентского переходного периода, министерств внешних связей и обороны, а также Президиума Республики. Хотя выборы были назначены на 3 октября (первый тур) и 31 октября 2010 года (второй тур), группа начала планировать церемонию инаугурации ещё до этого.

### Приглашения

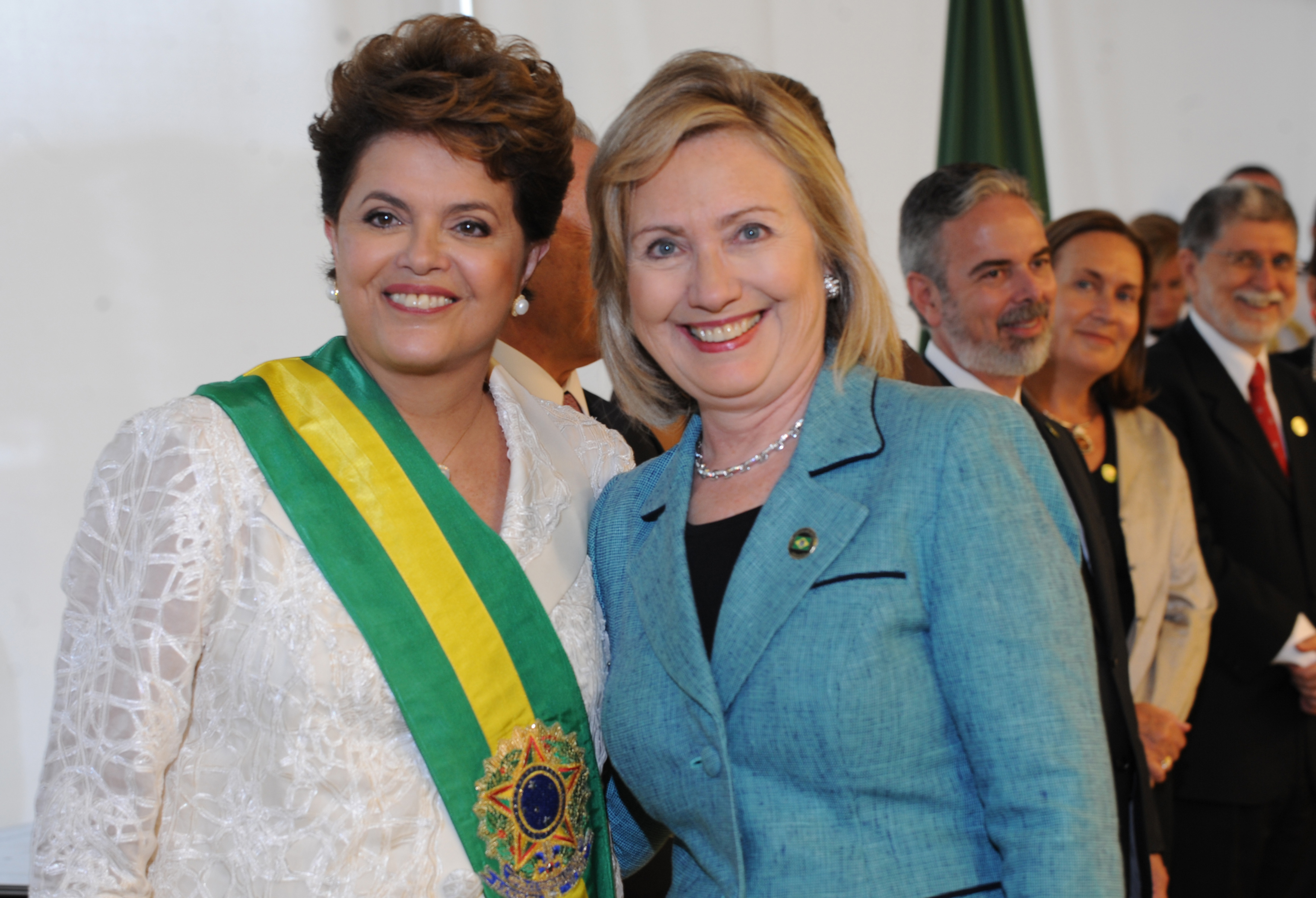
Государственный секретарь США Хиллари Клинтон с Дилмой Руссефф

Группа, организовавшая инаугурацию, разослала приглашения на церемонию приведения к присяге иностранным и национальным властям, а также родственникам Руссефф и Темера. Церемониальный орган Сената разослал приглашения всем федеральным депутатам и сенаторам действующего законодательного собрания, а также тем, кто будет приведён к присяге 1 февраля. Приглашения не подлежали передаче, каждое из них имело штрих-код для идентификации гостей по имени и фотографии.
До 30 декабря 2010 года издательство Федерального сената напечатало 1500 приглашений для приведения Руссефф к присяге. На церемонии Национального конгресса ожидалось в общей сложности 2000 гостей, но в конечном итоге тысяча гостей стали свидетелями приведения к присяге Руссеф и Темера в зале Палаты депутатов, где проходило торжественное заседание Конгресса. Приглашения в последнюю минуту могли быть напечатаны по запросу Министерства иностранных дел и федерального правительства Бразилии.
Приведение к присяге сопровождали представители 132 стран. По данным Президиума Республики, на церемонии присутствовали 10 президентов, 9 премьер-министров и 1 вице-президент, а также 132 посла и представителя ООН. Подавляющее большинство присутствовавших лидеров были из Латинской Америки. Отсутствовали представители основных торговых партнёров Бразилии, таких как Франция, Индия и Китай. По словам Селсо Аморима, неявка была связана с тем, что инаугурация в Бразилии проходит 1 января. «Мы всегда хотим, чтобы пришло больше людей, но дата действительно неудачная», — сказал он.
На приём, проведённый во дворце Итамарати, МИД Бразилии направило 2500 приглашений по просьбе переходного президента и президента республики. На инаугурации присутствовали более 300 иностранных представителей власти.

### Репетиции

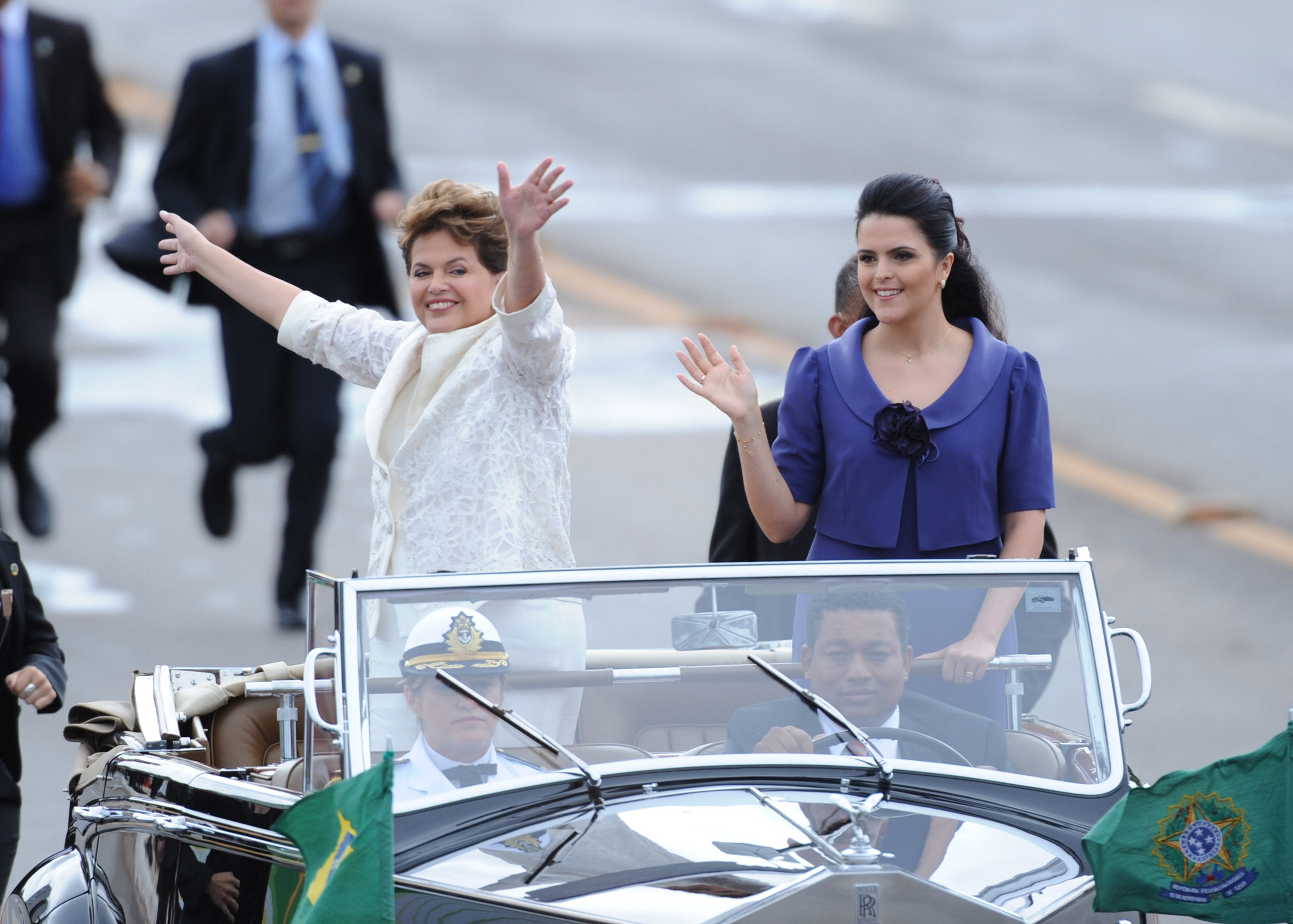
Дилма Руссефф едет в президентском «Роллс-Ройсе» рядом со своей дочерью Паулой Руссефф

19 декабря 2010 года состоялась первая репетиция церемонии инаугурации Руссефф. Её роль во время репетиции, за которой пристально следили журналисты и любопытные прохожие, исполняла Джулиана Ребело, госслужащая Сената. Вторая и последняя репетиция состоялась 26 декабря, на этот раз с участием Rolls-Royce Silver Wraith 1952 года выпуска, который служит праздничным автомобилем президента. В тот же день Руссефф сообщила группе, ответственной за организацию её инаугурации, что она не возьмёт с собой ни мать, ни дочь в машину.
Традиционно избранный президент идёт вместе со своей супругой/супругом, однако Руссеф в тот момент была разведена. Тем не менее, на инаугурации Руссефф передумала и взяла с собой на парад свою дочь Паулу.
Новостной портал G1, сопровождавший репетицию, предвидел, что инаугурация будет «вполне женской вечеринкой». Важные женские фигуры в истории Бразилии были отмечены панелями, разбросанными на центральном проспекте Монументальной оси .

## Инаугурационные мероприятия

### Arena Brasil
Министерство культуры Бразилии организовало культурную часть инаугурации, предусмотрев бюджет в 1,5 миллионов реалов (по тогдашнему курсу около 0,9 миллионов $) на мероприятие. Первая часть культурных презентаций под названием «Arena Brasil» началась в 10:00 утра и закончилась в 14:00 дня по местному времени с началом официальной церемонии открытия.
«Arena Brasil» чествовала регионы Бразилии. С 10:00 утра до 12:00 дня по местному времени состоялись выступления детских коллективов. В регионах страны также проходили музыкальные представления с 10:00 утра до 14:00 дня по местному времени.
Ожидалось, что проект «Arena Brasil», который начался с инаугурации Руссефф, будет продолжен в виде общественных мероприятий по всей Бразилии. На 2011 год было запланировано 5 крупных мероприятий. Например 22 апреля мероприятие «Arena Brasil» прошло на северо-востоке страны в ознаменование даты прибытия Педру Кабрала в Бразилию. 11 августа в День Чёрного самосознания прошло мероприятие «Arena Brasil» на юго-востоке Бразилии.

### Парад

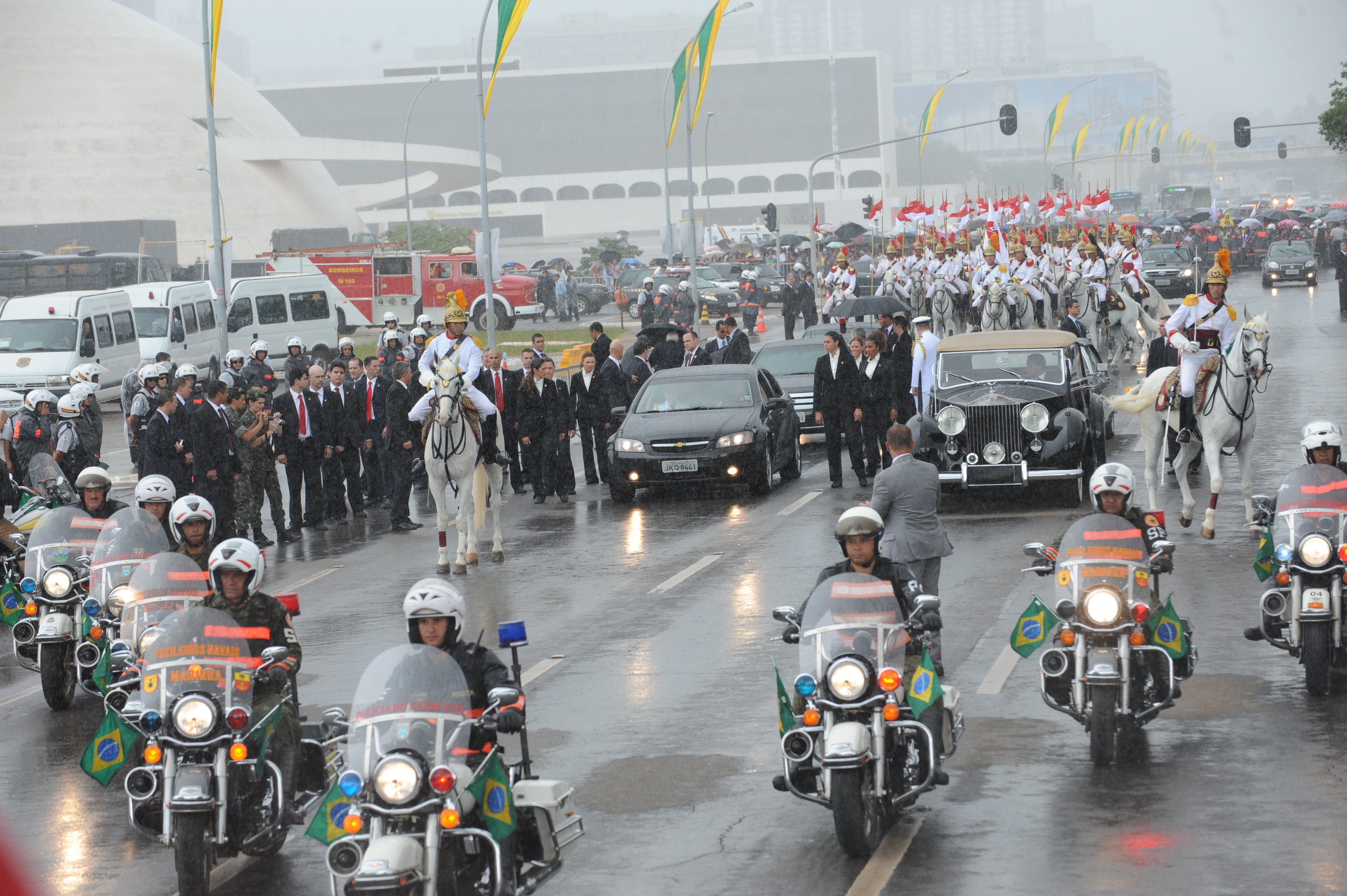
Дилма Руссефф на пути в Национальный конгресс во время парада инаугурации

Дилма Руссефф покинула резиденцию Гранжа-ду-Торту в 14:00 дня по местному времени и прибыла в Кафедральный собор в 14:15. Сразу после того, как она покинула резиденцию, пошёл дождь, и она не могла пройти в Конгресс с открытым капюшоном, что расстроило публику. Тем не менее, Руссеф открыла окно машины, чтобы помахать публике рукой. Автомобиль проехал по Монументальной оси, остановившись у Национального конгресса, где приблизительно в 14:30 по местному времени Руссеф и Темер были приняты председателем Национального конгресса Жозе Сарнеем.

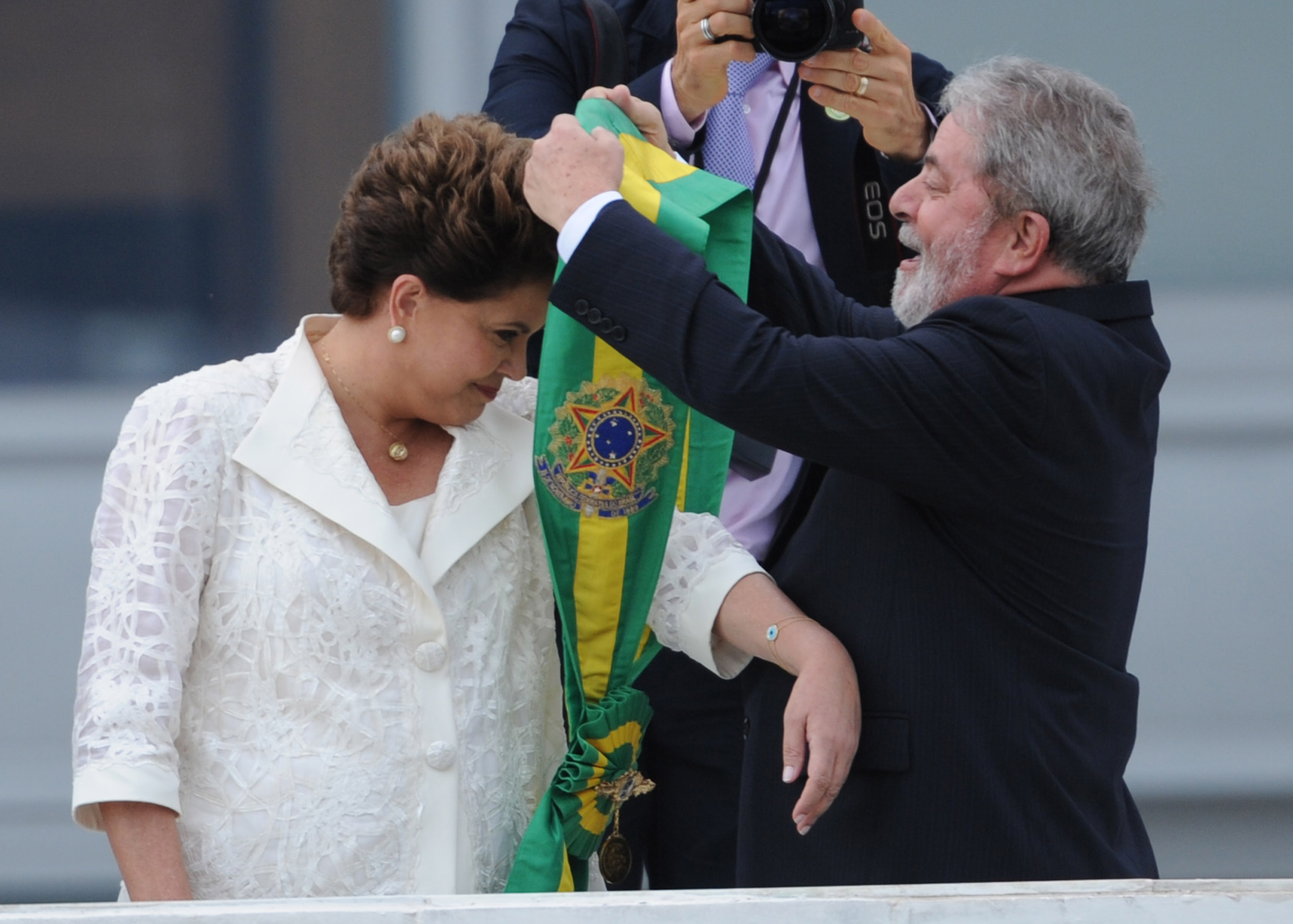
Бывший президент Луис Инасиу Лула да Силва передаёт президентскую ленту Дилме Руссефф на площадке для ораторов Дворца Планалту

В зале Палаты они подписали условия, согласующиеся с требованиями офиса, и Руссефф произнесла свою первую речь президента. Перед этим Дилма Руссефф и Мишел Темер будут приведены к присяге, принося присягу «поддерживать, защищать и выполнять Федеральную конституцию, соблюдать законы, способствовать общему благосостоянию бразильского народа, поддерживать единство, целостность и независимость Бразилии». В приблизительно 16:00 дня по местному времени Руссефф и Темер покинули здание Конгресса в сторону Дворца Планалт. В 16:30 дня их встретили на пандусе президентского дворца уходящий президент Луис Инасиу Лула да Силва и его супруга Мариса Летисия. Традиционно уходящий вице-президент и его жена также приветствуют нового президента, однако Хосе Аленкар в то время проходил курс лечения колоректального рака в больнице Сан-Паулу Сирио-Либанес и не смог присутствовать на инаугурации (29 марта скончался от рака).
На площадке для ораторов, расположенной во внешней части дворца, с видом на Площадь трёх держав, Лула да Силва передал президентский пояс Дилме Руссефф. Затем Руссефф с поясом встретили главы государств и другие представители власти в восточном крыле дворца. Примерно в 17:00 дня по местному времени Руссефф отправилась в гостиную, а затем произнесла свою первую речь перед народом в качестве президента. Затем она ввела во дворец своих 37 министров. После этого Руссефф устроила приём иностранным представителям власти примерно в 18:30 по местному времени. У каждого иностранного представителя власти была возможность поговорить с Руссефф в течение 30 секунд.

### Концерты
В день открытия выступили пять бразильских певиц: Эльба Рамальо, Фернанда Такаи, Мартналия, Зелия Дункан и Габи Амарантос.
Согласно газете Diário do Pará, министерство культуры выбрало этих певцов, чтобы они представляли все 5 регионов Бразилии. Однако и Фернанда Такай, и Мартналия родом из Юго-Восточного региона. Зелия Дункан, родилась в Рио-де-Жанейро, в то время как Эльба Рамальо родом из Параибы, а Габи Амарантос родилась и выросла в штате Пара. Поэтому ни один из певцов не являются выходцами из Южного региона.

## Посещаемость
Организаторы ожидали, что церемонию открытия на Монументальной оси посетят более 70 000 человек. Ожидалось, что посещаемость будет такой же, как и на первой инаугурации Лулы да Силвы в 2003 году, на которой присутствовало примерно 70 000—120 000 человек.

### Безопасность

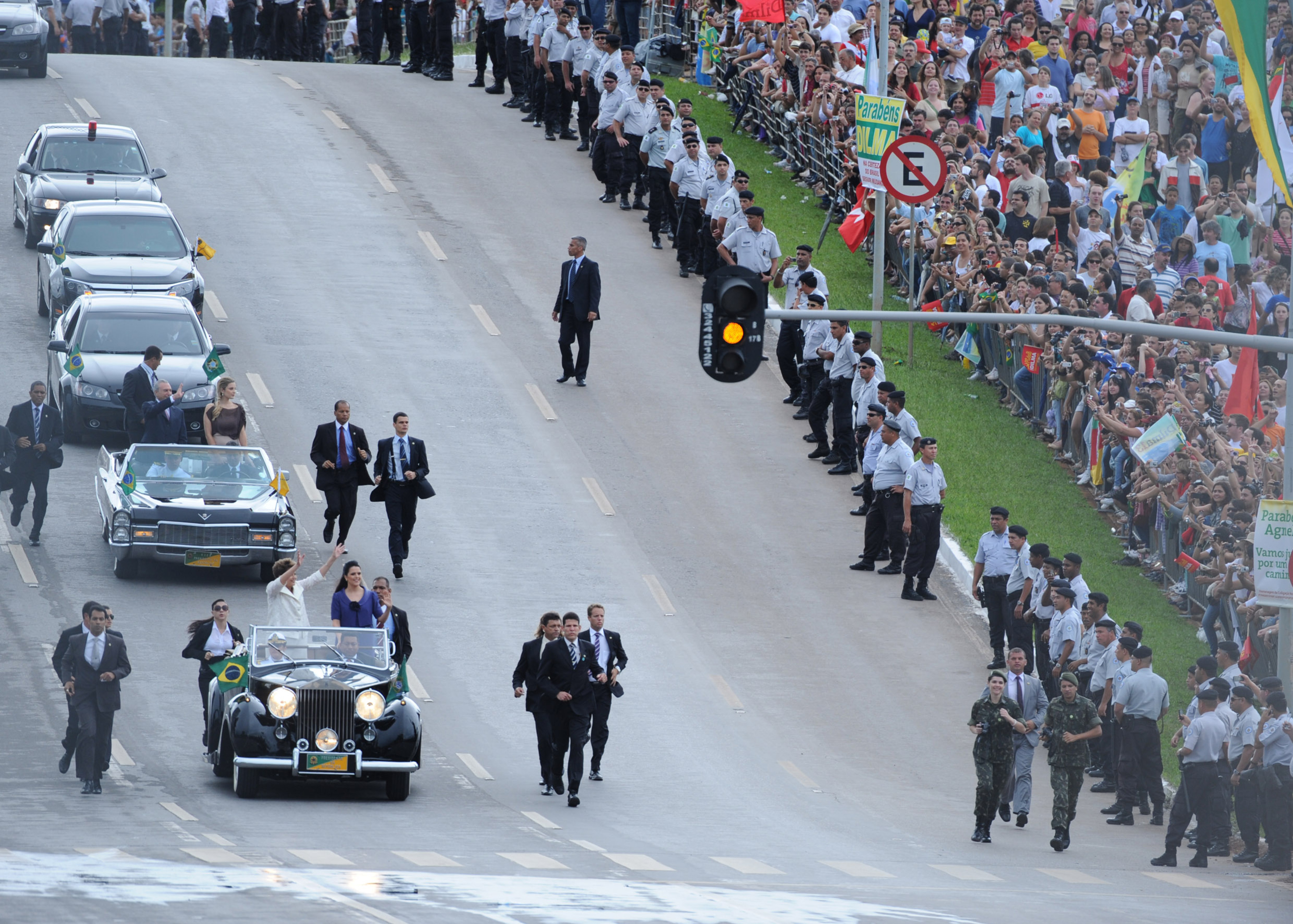
Дилма Руссефф на пути в президентский Дворец Планалту

На первом мероприятии инаугурации, открытом параде автомобилей от Кафедрального собора до Национального конгресса, присутствовали 2650 агентов военной полиции, гражданской полиции, федеральной полиции и федеральной дорожной полиции. Ещё тысяча полицейских и военных охраняли избранного президента и гостей в конгрессе. Из этого общего числа около 400 человек были военнослужащими сухопутных войск, флота и авиации.
На протяжении всего парада снайперы находились в стратегически важных местах, в том числе на крышах общественных зданий, а специально обученные собаки усиливали безопасность на тротуарах. Для защиты иностранных представителей, в том числе 25 глав государств и правительств, федеральная полиция направила 650 человек. Личную безопасность Руссефф обеспечивали 65 федеральных агентов. По её просьбе был сформирован внутренний круг из обученных женщин-агентов, которые сформировали вокруг неё щит.
Ни одному из парламентариев не разрешили привести на церемонию своих гостей. Приглашения были индивидуальными, к ним прилагалась карта с указанием входа, по которому гости должны были попасть на пленарное заседание Палаты. В отличие от предыдущих инаугурационных церемоний, гостям, за исключением депутатов, сенаторов и глав государств, пришлось пройти через металлоискатели, чтобы получить доступ к Конгрессу. Также в качестве меры безопасности церемониальный орган Сената призвал отменить экскурсии по помещениям здания, начиная с 29 декабря.

## Трансляция
Инаугурация Руссефф транслировалась по всей стране всеми основными телеканалами. Для того, чтобы во время трансляции не было «слепых зон», организаторы разрешили пролетать над Монументальной осью вертолётам частных телесетей, а также установили камеру TV Senado, оборудованную для захвата изображения на больших расстояниях.

## Галерея

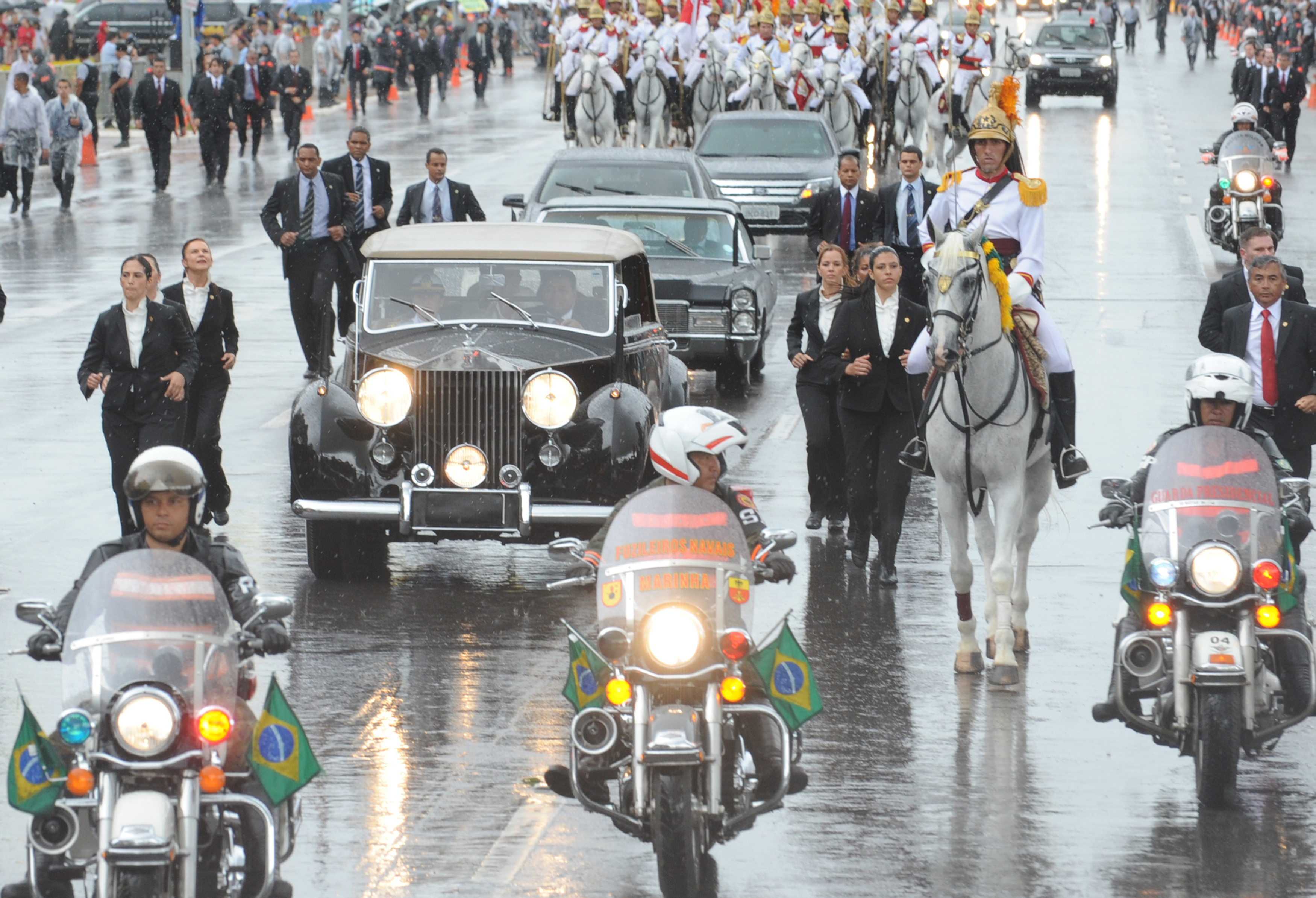
Инаугурационный парад Руссеф на Монументальной оси. Полицейские мотоциклы и телохранители окружают президентский «Роллс-Ройс», за которым следует кабриолет Cadillac De Ville 1968 года выпуска, на котором ездил вице-президент Мишел Темер
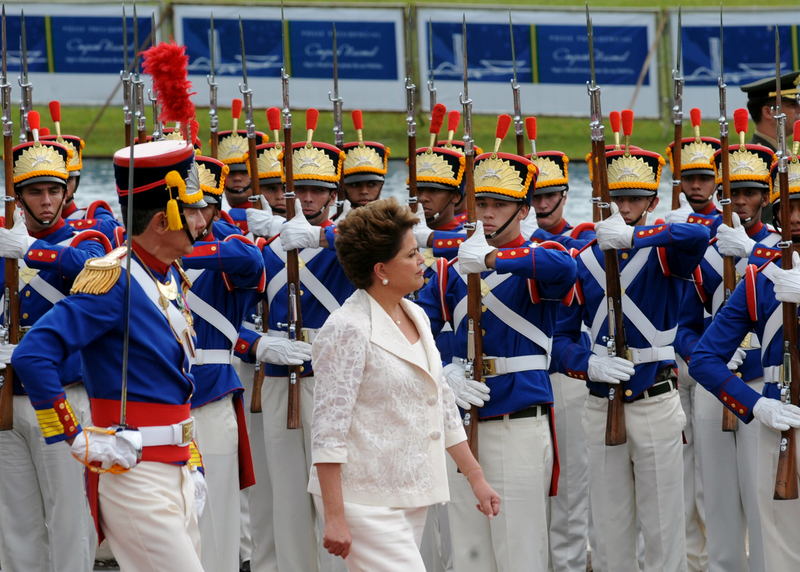
Дилма Руссефф инспектирует президентскую гвардию
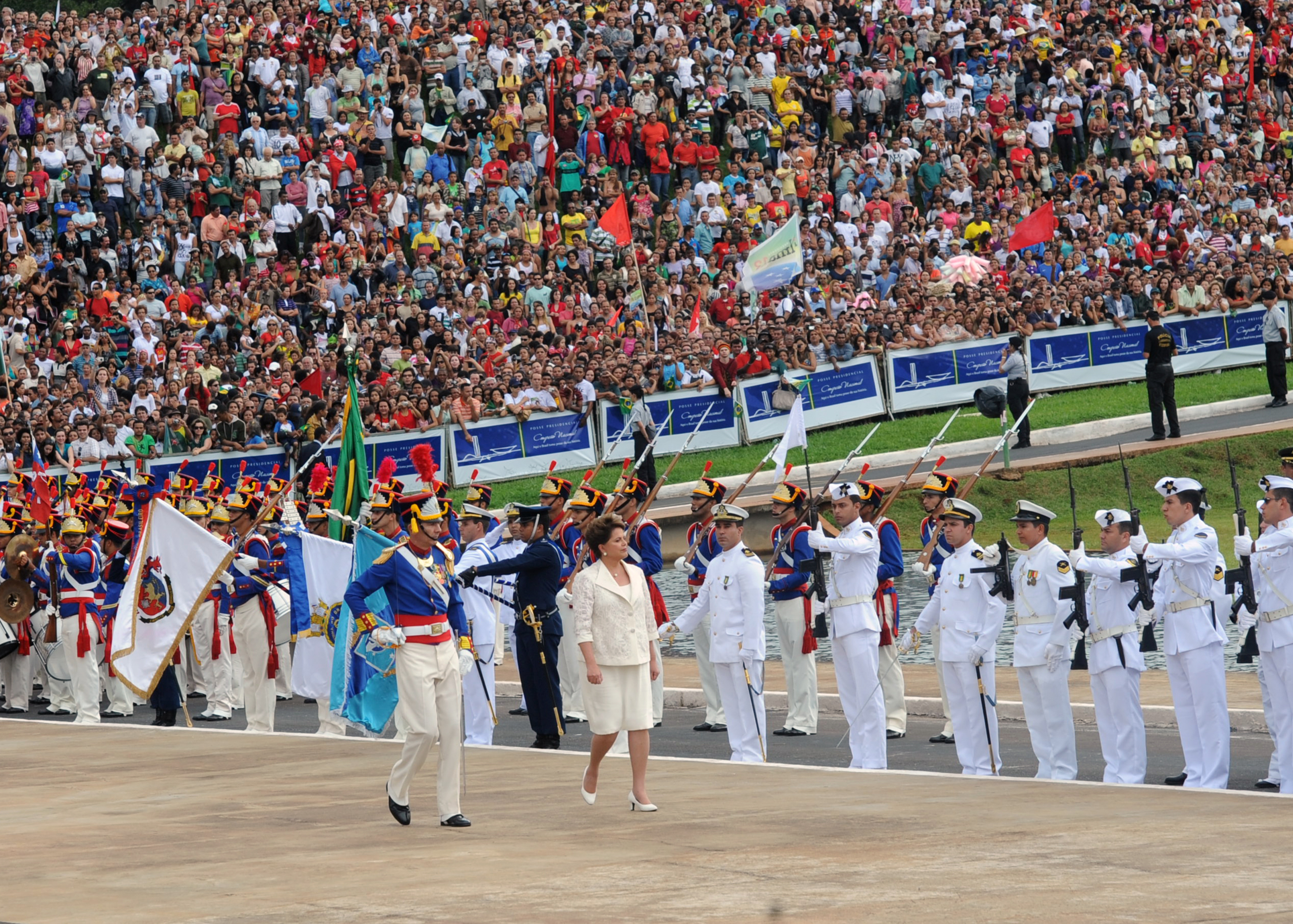
Руссефф проводит смотр войск Вооружённых Сил
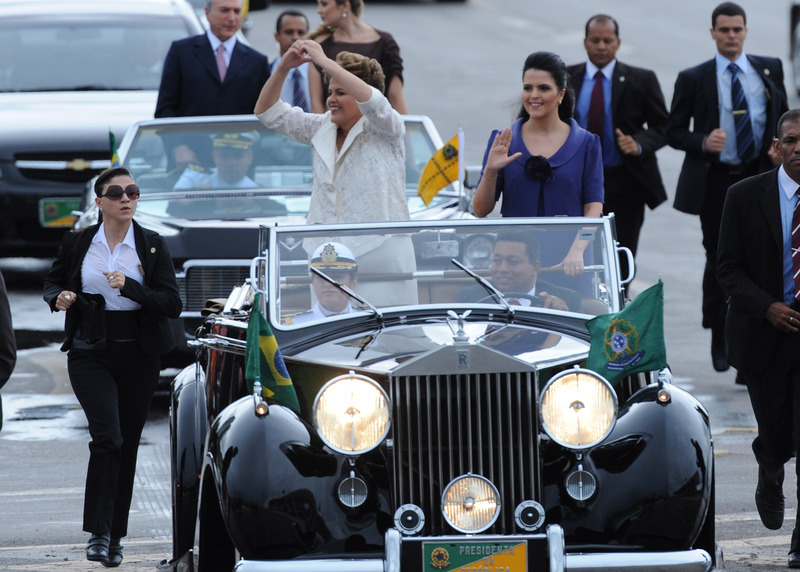
Дилма Руссефф со своей дочерью Паулой на пути во Дворец Планалту
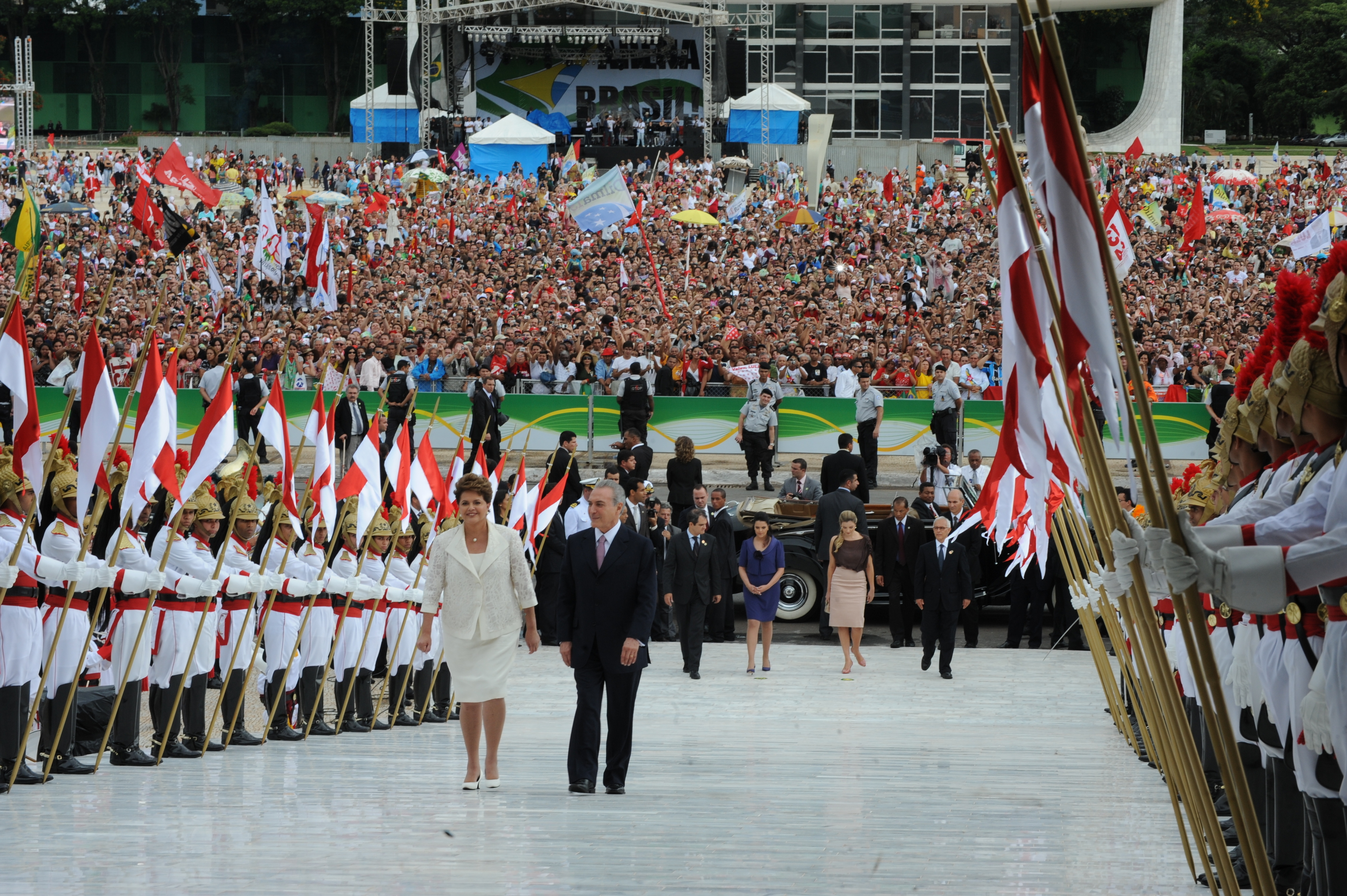
Дилма Руссефф поднимается по пандусу Дворца Планалту вместе с Мишелем Темером
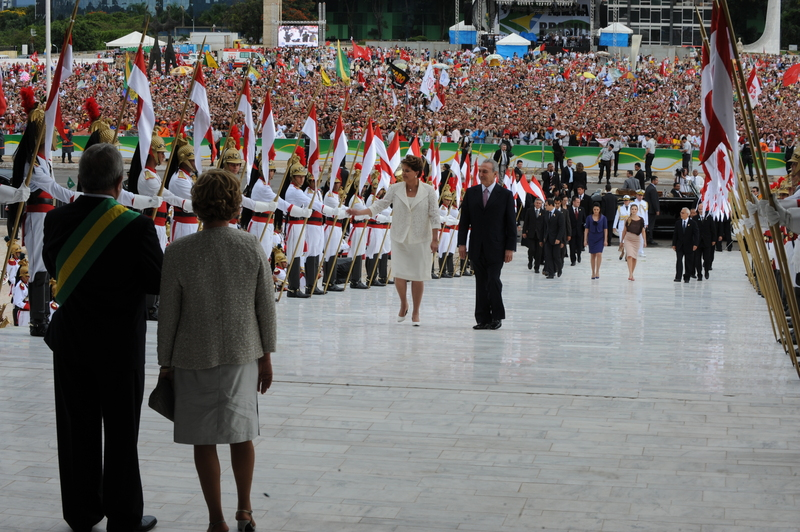
Уходящий президент Луис Инасиу Лула да Силва и первая леди Мариса Летисия принимают президента Дилму Руссефф и вице-президента Мишеля Темера перед Дворцом Планалту.
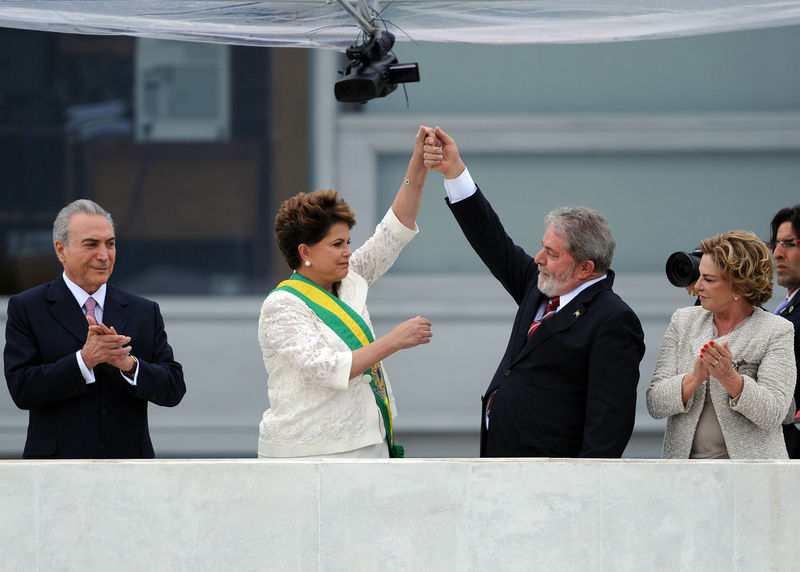
Мишель Темер, Дилма Руссефф, Лула да Силва и Мариса Летисия на церемонии инаугурации
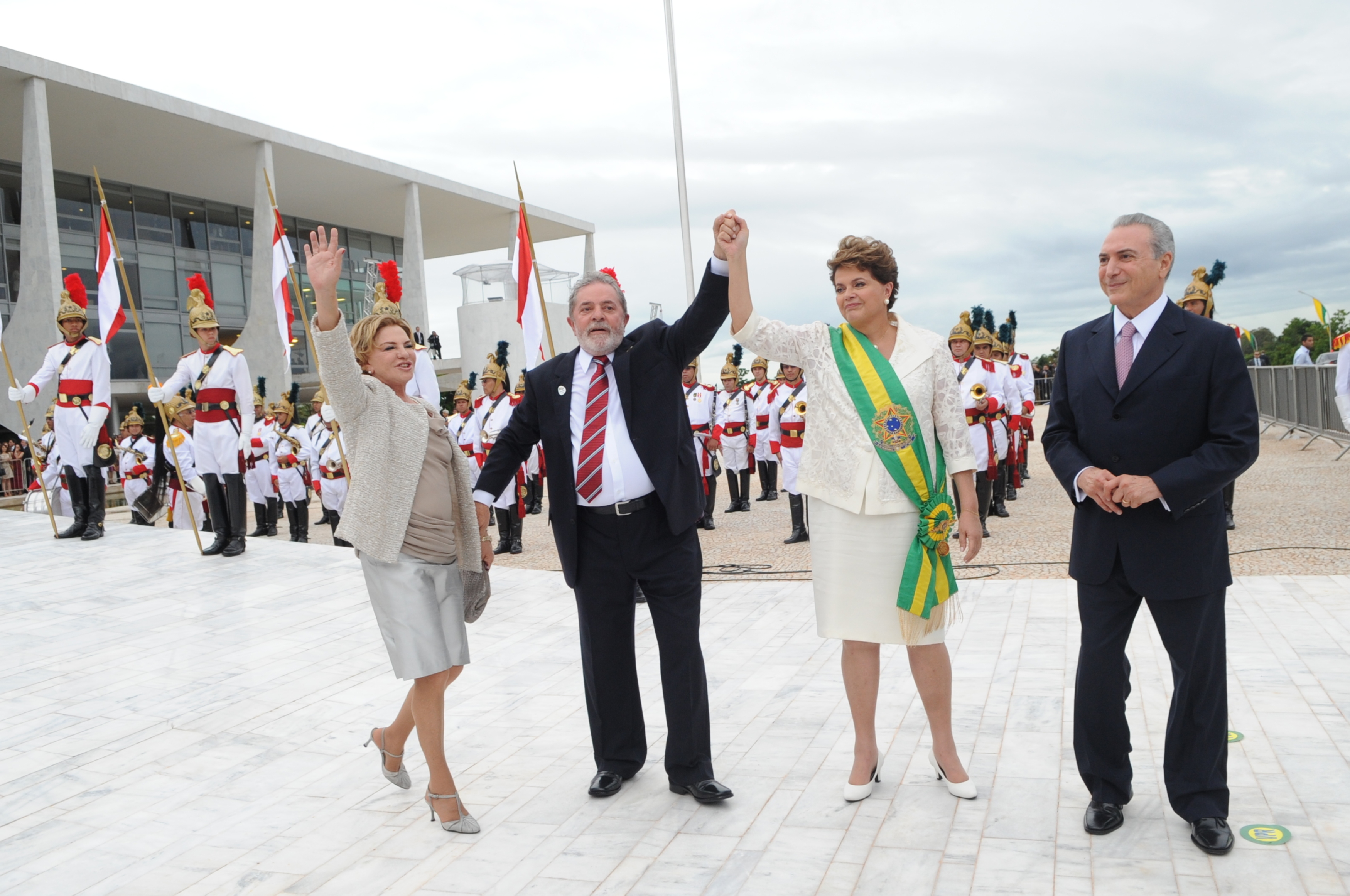
Дилма Руссефф рядом с вице-президентом Темером прощается с бывшим президентом Лулой да Силва и его женой Марисой Летисией
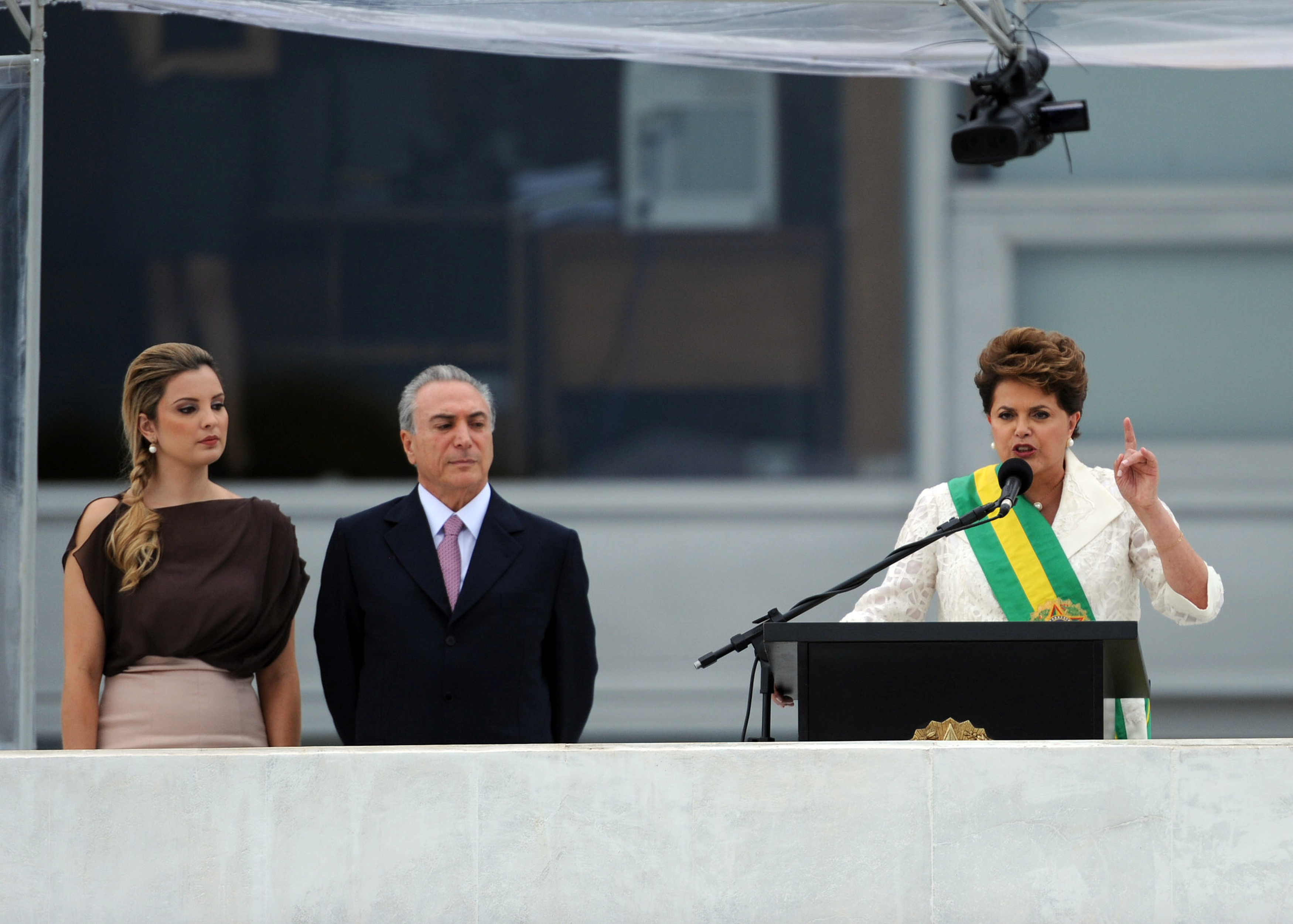
Президент Дилма Руссефф выступает с речью перед народом на трибуне для ораторов Дворца Планалту. Рядом с ней вице-президент Темер и его супруга Марсела
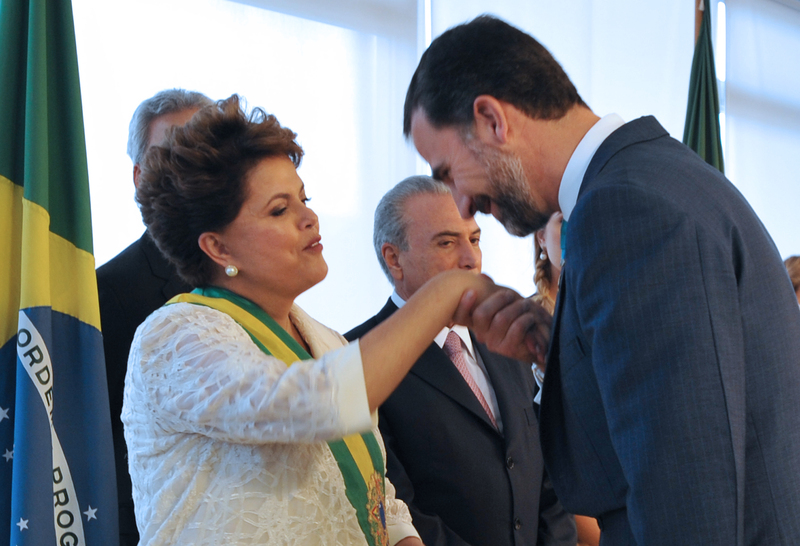
Принц Астурийский Филипп VI целует руку Дилмы Руссефф
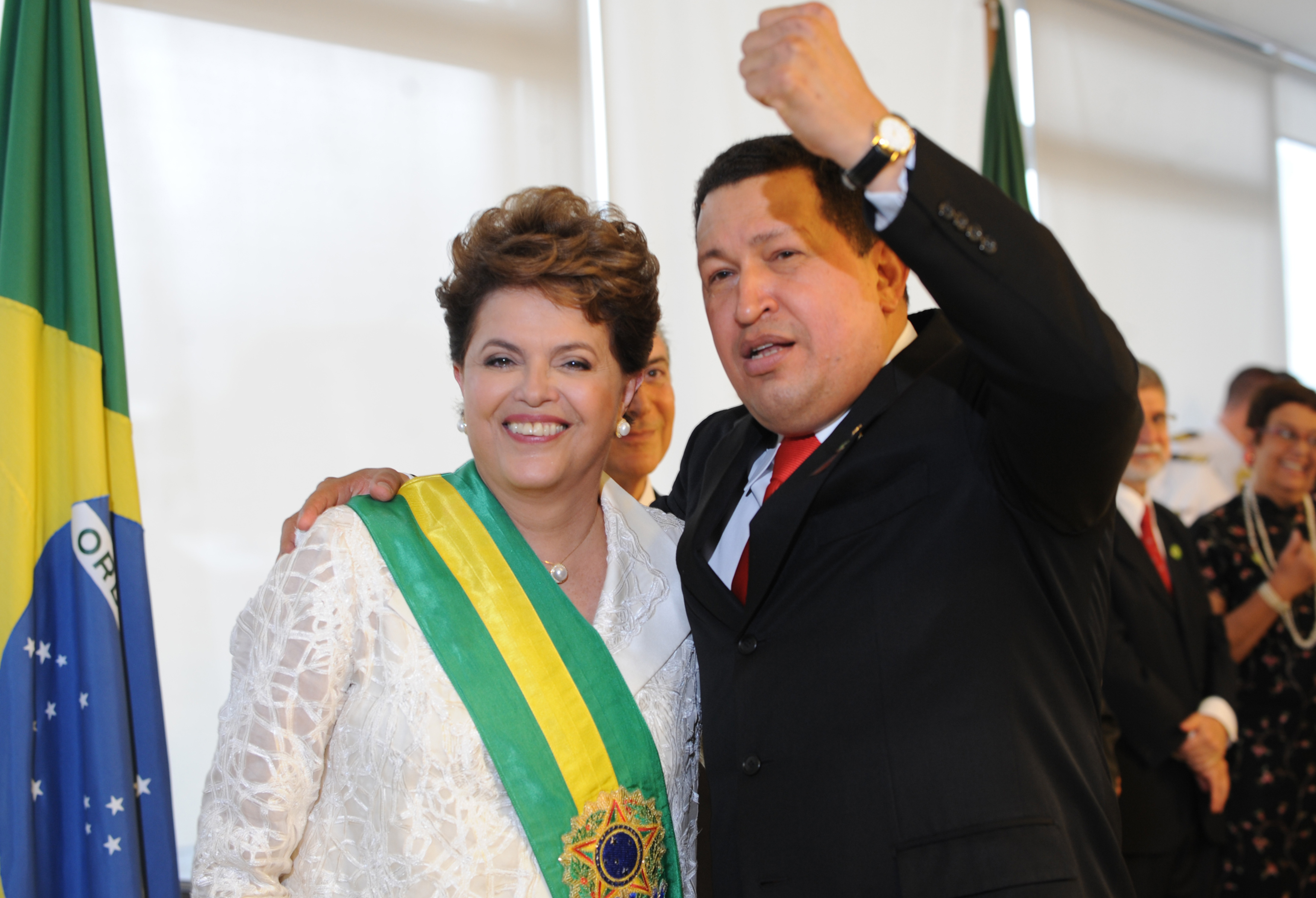
Президент Дилма Руссефф с президентом Венесуэлы Уго Чавесом